# Шарков, Гаврил Антонович
Гаврил Антонович Шарков (1 января 1927 года — 18 марта 2002 года) —  машинист экскаватора угольного карьера комбината «Башкируголь». Герой Социалистического Труда. Депутат Верховного Совета СССР седьмого созыва (1966-1970). Заслуженный шахтёр Башкирской АССР (1981).

## Биография
Гаврил Антонович Шарков  родился 1 января 1927 г. в д. Анновка Куюргазинского района Республики Башкортостан Образование -неполное среднее.
Трудовую деятельность начал в 1942 г. после окончания курсов трактористов Ермолаевской машинно-тракторной станции. 
В 1944—1951 гг. проходил службу в рядах Советской Армии. 
После демобилизации до 1954 г. работал электрослесарем Ермолаевского шахтостроительного управления треста «Башуглеразрезстрой». Без отрыва от производства окончил курсы и стал работать машинистом экскаватора, бригадиром Кумертауского угольного карьера комбината «Башкируголь».
Г. А. Шарков в совершенстве владел профессией экскаваторщика. Осуществляя своевременный и качественный уход за машиной, технически грамотно эксплуатируя её, семилетний план (1959-1965) по добыче угля выполнил на 106 процентов, отгрузил сверх плана 145 тысяч тонн угля. Задание 1965 г. выполнил на 113 процентов.
Возглавляемая им" "бригада из 32 человек семилетнее задание выполнила на 104,6 процента. При плане 9 400 тысяч тонн добыла 9 900 тысяч тонн угля. План 1965 г. бригада выполнила на 109,2 процента, отгрузив сверх плана 166 тысяч тонн угля. За счет увеличения мощности техники, продления межремонтных периодов и улучшения организации работ Г. А. Шарков со своей бригадой за годы семилетки добился роста производительности труда в 2,2 раза, добыв в завершающий год семилетки 1 965 тысяч тонн угля против 890 тысяч тонн на начало семилетки.
Г. А. Шарков внес ряд предложений по рациональному расположению экскаватора в забое, реконструкции отдельных узлов с целью увеличения его мощности. При его участии была изменена конструкция роторного колеса экскаватора, что позволило уменьшить налипание угля в ковшах и тем самым повысить производительность машины на 20 процентов.
По предложению Г. А. Шаркова на экскаваторе была установлена дробилка для измельчения угля. Это сократило трудоемкость при разгрузке железнодорожных вагонов на приемных бункерах брикетной фабрики и теплоэлектроцентрали, позволило высвободить 18 рабочих с годовой экономией 36 тысяч рублей.
За семилетку Г. А. Шарков обучил 15 человек специальности машиниста экскаватора.
За выдающиеся заслуги в выполнении заданий семилетнего плана по развитию угольной промышленности и достижение высоких технико-экономических показателей в работе Указом Президиума Верховного Совета СССР от 29 июня 1966 г. Г. А. Шаркову присвоено звание Героя Социалистического Труда.
В 1982 г. вышел на пенсию.
Депутат Верховного Совета СССР седьмого созыва (1966-1970).  Умер 18 марта 2002 г.

## Награды
- Герой Социалистического Труда (1966)
- Награждён орденами Ленина (1966), Октябрьской Революции (1976), медалями, Почетной грамотой Президиума Верховного Совета Башкирской АССР.